# Lia Pasqualino Noto
Lia Pasqualino Noto (Palerm, 22 d'agost de 1909 - Palerm, 25 de febrer de 1998) fou una pintora, col·leccionista d'art i galerista italiana, representativa de la vida artística palermitana del segle xx.
| « | […] tothom reconeixia la meva serietat d'intencions i qualitat artística, però encara hi havia una certa desconfiança. L'any 1937 era gairebé impossible que una dona fos presa seriosament […] Assolir un cert nivell de consideració, limitat dins dels límits de la complaença masculina, podria haver estat relativament fàcil al principi, però superar la barrera que en un moment determinat s'interposava entre la dona i l'assoliment de majors reconeixements era pràcticament impossible. | » |

## Biografia
Lia Noto era l'única filla d'Attilia Tellera i Antonino Noto, ginecòleg que va fundar la clínica privada del mateix nom a via Dante, a Palerm, l'any 1927. Va estudiar amb professors particulars, mostrant immediatament el seu amor per la pintura. A l'edat d'onze anys va seguir els ensenyaments del mestre i artista de Bagheria Onofrio Tomaselli (1866 - 1956). Als disset anys va conèixer un estudiant de medicina apassionat per l'art, Guglielmo Pasqualino (1904 - 1987), amb qui es va casar el 1930. L'any 1935 el doctor Pasqualino va ser nomenat director mèdic de la clínica privada del seu sogre, que des de llavors va prendre el nom de Clinica Noto Pasqualino. Ella va adoptar aleshores el cognom del seu marit.

### Els anys trenta, entre renovacions i contrastos
Al final de la dècada de 1920, a la pintura futurista seguí el moviment novecentista. En aquest context no exempt de polèmiques i contrastos acalorats en el món artístic i cultural de l'època, Lia Pasqualino Noto va començar a sentir interès per la pintura moderna i, fruit dels primers experiments, va participar en les primeres exposicions.

La infermera. 1931

Va entrar en contacte amb el pintor futurista Pippo Rizzo, professor de l'Acadèmia de Belles Arts de Palerm i secretari de la Unió Feixista de Belles Arts de Sicília des de 1928, encarregat d'organitzar totes les exposicions relatives al programa cultural del règim. La jove pintora en va rebre el primer reconeixement i estímul.
Va exposar per primer cop l'any 1929 a la II Exposició Sindical Siciliana; a partir d'aquest moment estigué constantment present en els principals esdeveniments sicilians i nacionals. La seva primera exposició individual, a la rotonda del Teatre Massimo de Palerm, data de 1932. L'estil de la pintora se situa en el context general d'un segle XX italià en plena decadència.

### El grup dels quatre, 1932 - 1937
Entre els assistents de l'estudi de Pippo Rizzo, la jove pintora conegué un estudiant de dret apassionat per la pintura, Renato Guttuso, i dos escultors, Giovanni Barbera i Nino Franchina, tots d'uns vint anys. Nasqué una profunda amistat, unida a la recerca d'una identitat artística personal. Junts compartien una voluntat de canvi, de no alineació amb l'intent del règim d'imposar una pintura d'estat a través del corrent novecentista.
Inspirat en els Sis de Torí, es va formar el Grup dels Quatre, que va atreure l'atenció nacional proposant una alternativa polèmica al nou academisme clàssic caracteritzat per la puresa de la forma i l'harmonia en la composició que identificava l'art del règim. Els Quatre aconsegueixen, encara que breument, conquerir la tercera pàgina de L'Ora, on publicaven animats articles de protesta. El 1933 van signar junts una carta de protesta contra Antonio Maraini, que els va excloure de la Biennal de Venècia.
Es reunien a la casa Pasqualino Noto de via Dante, o a l'estudi de Barbera i Franchina a Corso Pisani aproximadament un cop per setmana; parlaven d'art, consultaven textos il·lustrats de gran format i catàlegs, escoltaven música i criticaven, cadascú a la seva manera, el feixisme. Altres artistes sovint s'incorporaven a la companyia impulsats pel mateix interès: una renovació radical de les arts figuratives. En aquest grup hi havia Alberto Bevilacqua, Pippo Rizzo, Leo Castro, Raffaele De Grada, Mimì Maria Lazzaro, Corrado Cagli, Topazia Alliata, de només divuit anys, el seu futur marit l'etnòleg Fosco Maraini, i altres intel·lectuals simpatitzants com Basilio Franchina, el músic Orazio Fiume, l'antropòleg Giuseppe Cocchiara, el professor Emilio Segrè, l'estudiant Nora Lombroso, neboda de Cesare Lombroso, el doctor Maurizio Ascoli, el crític d'art Guido Ballo, el futur president de la Regió de Sicilia i ministre Franco Restivo, els periodistes de L'Ora Giuseppe Basile i Franco Grasso, etc.
Els Quatre, reunint molta gent, esperaven crear un mercat local d'art contemporani. De fet, a Palerm, la pintura d'avantguarda es mirava amb desconfiança, el mercat de l'art era quasi inexistent, si no era per uns quants pintors del segle XIX; pintors del segle XX com Carrà, Sironio Felice Casorati eren ignorats, no acceptats.
Les etapes fonamentals del Grup són tres exposicions importants:
- Juny de 1934: Galleria del Milione de Milà, Artistes sicilians, amb la presentació de Carlo Carrà, Pietro Mignosi i la conferència d'Edoardo Persico; les ressenyes més significatives són de Carlo Carrà, Libero de Libero i Leonardo Sinisgalli.
- Febrer de 1935: Galeria Bragaglia Fuori Commercio de Roma, Pasqualino Guttuso, Barbera Franchina, Dibuixos: dos quadres, dues escultures; els seus dibuixos són observats i revisats per Carlo Belli.[6]
- Juny de 1937: Galeria della Cometa a Roma, amb presentació de Libero de Libero.

En aquestes ocasions la pintora va entrar en contacte amb els protagonistes del debat artístic i cultural italià, destinat a conduir el feixisme a una oposició ferma i decidida. Freqüentà artistes amb qui li agradava conversar i discutir: a Milà amb Virginio Ghiringhelli (Gino), Oreste Bogliardi i Atanasio Soldati, pintors abstractes, parlava de Mondrian, Kandinsky, Paul Klee, Kokoschka i l'abolició total de la figuració; hi hagué moltes referències al surrealisme i a l'experiència cubista de Braque i Picasso. Va conèixer Lucio Fontana, Gabriele Mucchi, Bruno Cassinari, Renato Birolli i Aligi Sassu que el 1938 formarien el moviment Corrente, primer una revista i després una galeria.
A Roma va freqüentar Ernesto Treccani, Salvatore Quasimodo, Alfonso Gatto, Fiorenzo Tomea, Arturo Martini, Domenico Cantatore, Giuseppe Santomaso, Leonardo Sinisgalli, Beniamino Joppolo, els germans Mirko i Afro, Mario Mafai amb la seva dona Antonietta Raphaël, Antonello Libero, Libero de Libero, AntonelloTrombadori, Corrado Cagli, Massimo Bontempelli. Conegué i aprecià la pintura de Scipione (Gino Bonichi) i l'escola romana.
Eren trobades estimulants que fomentaven la seva recerca de noves expressions artístiques; elaborava i adoptava models estilístics en clar contrast amb la tradició del segle XX i el seu estil evolucionà cap a un llenguatge neoexpressionista, afavorint imatges vibrants i fluides. Entre els temes, hi predominaven els bodegons i els retrats d'interiors.
A finals dels anys trenta el grup es va trencar i tothom va agafar camins diferents: Guttuso i Franchina es van repartir el temps entre Milà i París, Barbera, malauradament, va morir prematurament.

### L'obra d'una galerista
Lia Pasqualino Noto es quedà a Palerm. Continuà tirant endavant en solitari aquella necessitat de renovació del gust palermità que havia perseguit amb els Quattro. Va iniciar una intensa activitat com a galerista: del 1937 al 1940, en dues sales de la planta baixa del Palazzo Forcella De Seta, a Piazza della Kalsa, va dirigir la Galleria Mediterranea, aleshores l'única galeria de Palerm que exposava art contemporani. Els esdeveniments més importants van ser dues exposicions l'any 1937: Cinque artisti siciliani a l'agost, i Sessanta artisti italiani al desembre; i tres exposicions de 1938: Rilievi di edilizia minore siciliana, la Mostra di Enrico Paulucci i una antològica de Filippo de Pisis.
Durant la seva direcció va aconseguir que el GAM de Palerm comprés un important grup d'obres del segle XX: obres de Mario Sironi, Felice Casorati, Fausto Pirandello, Enrico Paulucci, Francesco Trombadori, Carlo Carrà, Gino Severini, Arturo Tosi, Corrado Cagli, Massimo Campigli i Guttuso, autors que encara no agraden a Palerm. Tot i que la compra va ser criticada i atacada pels diaris, l'operació va revelar l'inici d'un canvi: el motor a favor de l'art modern va passar de la institució sindical siciliana a la iniciativa privada.
Un cop tancat el Palazzo Forcella De Seta, va traslladar la galeria de via Ruggero Settimo a la llibreria de Fausto Flaccovio (fundador de l'editorial homònima el 1939), orientant-se a la recerca de formes als límits de l'abstracció; a més de la seva pròpia producció recent, acull exposicions individuals d'Afro, Gabriele Mucchi, Orfeo Tamburi, Riccardo Natili, Paulucci i Guttuso.
Cap a l'any 1940 es va adonar de com el favor d'alguns crítics, que s'equivocaren amb el nom de Pasqualino Noto i la confonien amb un home, era més gran que els que la veien com a dona. Per això se li acudí la idea d'amagar la seva identitat fent creure que l'autor de les pintures era el seu marit. Això semblava fàcil i divertit, a més de presentar un avantatge: demostrava el valor de la pintura d'una dona, mentre ocultava la seva pertinença al sexe femení. Després de dues exposicions individuals d'èxit signades amb el nom del seu marit (a Gènova i Milà), una rebel·lió íntima començà a apoderar-se d'ella, però l'esclat de la guerra la distrauria del tema. La seva activitat continuà entre la seva casa de Palerm i el camp d'Aquino, entre els tarongers.

### Des de la postguerra
D'aquesta època data el fresc de la petita capella de la clínica de Noto que va decorar per als malalts (1945). L'artista hi relatava el Via Crucis a les parets, actualitzat amb rètols i imatges contemporànies. El cicle de les Batalles dels Paladins va néixer entre 1947 i 1953; hi proposava una gran pintura que representava La batalla de Roncesvalles a la Quadriennale di Roma l'any 1948, però va ser considerada massa gran i, per tant, es va descartar.

Lia Pasqualino Noto no abandonaria mai Palerm; hi romandrà a prop de la seva família, el seu marit Guglielmo i els seus fills Antonio (1931 - 1995) i Beatrice (1935). L'elecció es descriu de la següent manera:
| « | Viatgem molt, però no emigrarem perquè avui creiem que tenim dret a treballar a casa nostra sense ser oblidats. | » |

Li impedirà que, en els anys vinents, comparteixi amb els seus antics companys els nous ferments culturals, les noves tendències artístiques que culminaran als anys cinquanta amb l'afirmació de l'abstracció i l'informalisme. Tot sembla canviar ràpidament: el pinzell és substituït pel polvoritzador, la figuració, amb l'excepció de Guttuso i uns quants més, ara sembla prohibida per sempre.
La pintora continuà la seva recerca personal i la seva llarga conversa amb l'art, continuà pintant sempre allunyada dels focus, en un silenci fet de concentració i reflexió que durarà fins al 1969. Els temes preferits són autoretrats, retrats, natures mortes, paisatges, nus...
L'any 1969, animada pel seu fill Antonio, el seu amic el professor Antonino Buttitta i el crític d'art Nello Ponente, va sortir del silenci amb una exposició individual a la Galleria d'Arte al Borgo de Palerm. Va tornar a cridar l'atenció de la crítica nacional i va exposar el 1970 a Milà a la Galleria 32, amb una presentació de Vittorio Fagone i Guttuso. Després, a Roma, a la Galeria Don Chisciotte. Els crítics van escriure sobre ella i la seva obra amb gran interès.

A finals dels anys seixanta els temes que tractava s'inspiraven en els esdeveniments de l'època i en coses quotidianes: gramòfons, gots, revistes, whisky, Coca-Cola, televisors, cotxes, objectes presentats de vegades com a "agressius"; Composicions vinculades a la por de la degeneració de la civilització i a la condició alienada de l'ésser humà contemporani. Neix la sèrie dels Drappi, els Paesaggi i els Lunaggi, en què figures femenines s'encongeixen davant d'una pantalla de televisió que es converteix en una paret ben oberta a la lluna, mentre els astronautes semblen surar a l'habitació; l'esdeveniment tecnològic esdevé sobretot un esdeveniment fantàstic. Seguiran altres sèries: Fantasies marines (1977), el cicle dels Quatre Elements (terra, foc, aire, aigua) (1983), la Trilogia de la Memòria (1988-1989).
| « | […] No hi ha cap canvi de rumb en la pintura de la Lia, precisament perquè la condició mítica, l'aproximació discretament surrealista de figures i llocs, continua en els seus quadres amb una temàtica "coneguda", i també continua en el llenguatge pictòric que utilitza. Mirada de prop, la seva pinzellada és sempre la mateixa, fluida, acariciadora, envoltant, ondulant [...], aquestes observacions […] són una prova de l'autenticitat de la pintura de Lia Pasqualino, la unitat perfecta entre la seva vida i el seu art. | » |
| — Renato Guttuso, introducció al Catalogo mostra antologica, Sala Barbo del Palazzo Venezia, Roma, 6 de maig de 1986 | |   |

Lia Pasqualino Noto va continuar pintant fins a la seva mort a Palerm el 25 de febrer de 1998. Està enterrada a la tomba familiar del Cementiri dels caputxins de Palerm.

## Reconeixement
A Palerm, al districte de Brancaccio-Ciaculli, hi ha un carrer que porta el seu nom.

## Les principals exposicions personals i col·lectives
- Mostra d'arte del Sindacato siciliano fascista (Palerm, 1929, 1932, 1933, 1934, 1935, 1938, 1939, 1941, 1942)
- ''Giovani pittori e scultori siciliani'', La Camerata degli Artisti, (Roma 1929)
- Quadriennale di Roma (1931, 1935, 1939, 1948)
- Mostra degli artisti siciliani, (Tunis, 1931)
- Mostra internazionale d'arte sacra, (Pàdua, 1931)
- Rotonda del Teatro Massimo, (Palerm, 1932)
- Mostra regionale d'Arte Femminile, (Teatro Peloro, Messina, 1932)
- Mostra d'arte del Sindacato nazionale fascista di belle arti, (Florència, 1933)
- Gruppo dei Quattro, Galleria del Milione, (Milà, 1934)
- Mostra Internazionale di Belle Arti, (Varsòvia, 1933)
- Gruppo dei Quattro, Galleria Bragaglia Fuori Commercio, (Roma, 1935)
- Biennale di Venezia, (Venècia, 1936, 1938, 1942)
- VII Sindacale, (Siracusa, 1937)
- Gruppo dei Quattro, Galleria La Cometa, (Roma, 1937) amb presentació de Libero de Libero
- La Camerata degli Artisti, (Roma 1940)
- Galleria Mediterranea, (Palerm 1940, 1954)
- Galleria Genova, (Gènova, 1941) amb la presentació de Beniamino Joppolo. (Obres signades amb el nom de Guglielmo Pasqualino)
- Galleria Borgonuovo, (Milà, 1942). (Obres signades amb el nom de Guglielmo Pasqualino)
- Galleria del Sagittarius, (Roma, 1956)
- Galleria Arte al Borgo, (Palerm, 1969, 1972, 1974) amb la presentació de Nello Ponente i de Raffaele De Grada
- Antologica alla Galleria 32, (Milà, 1970) amb la presentació de Vittorio Fagone i de Guttuso
- Galleria Don Chischiotte, (Roma, 1971)
- Galleria La Rosta Due, (Bari, 1972)
- Galleria d'Arte Il Messaggero, (Bivona, 1974)
- Galleria La Nuova Sfera, (Milà, 1975, 1978) amb la presentació de Carlo Munari
- Galleria La Robinia, (Palerm, 1978, 1980)
- Antologica alla Civica GAM, (Monreale, 1980) amb la presentació de Luigi Russo
- Antologica alla Civica di Palermo (1984) amb la presentació de Guttuso i d'Eva di Stefano
- Palazzo Venezia, (Roma, 1986) amb la presentació de Carmine Benincasa
- Gruppo dei Quattro, Palazzo Ziino, (Palerm, 1999) amb la presentació d'Enrico Crispolti i Sergio Troisi
- Galleria Casa Sicilia, (París, 2004)
- Galleria di belle arti di Zurab Konstantinovič Cereteli, I pittori siciliani del Novecento, (Moscou, 2004)
- Albergo delle Povere, Artedonna. Cento anni d'arte femminile in Sicilia 1850-1950, (Palerm, 2012)

## Obres
(llista parcial)
- Guillem amb el gat negre, 1929, Col. privada
- La infermera, 1931, GAM de Palerm
- Noies a la finestra, 1932, Autoritat Educativa de Palerm
- Retrat femení, 1937
- L'espera, 1937, col. privada
- Dona nua, sd
- Retrat masculí assegut, 1939
- El taronger, 1950, col. privada
- Autoretrat, 1953
- Super Shell, 1970, Museu - Observatori d'art contemporani a Sicília, Bagheria
- Apol·lo 11, 1970, col. privada
- Sense títol, 1973
- Nu a les roques, 1978
- L'arca, 1983 (obra donada a la ciutat de Gibellina)
- Retrat de Giuseppe Tomasi di Lampedusa, 1985, Villa Zito a Palerm
- Paisatge litoral, 1987
- Sense títol, 1990

## Obra escrita
- Catalogo della IV Mostra Regionale Sindacale d'Arte, Catània, març de 1933
- La Composizione nella pittura moderna, L'Ora, Palerm, 14-15 de novembre de 1933
- Importazioni, L'Ora, Palerm, 22 de febrer de 1934
- Giotto oggi, a Realizzazioni, Palerm, abril de 1934
- Fallimento della critica, L'Ora, Palerm, 26-27 de juny de 1934
- Cose facili, L'Ora, Palerm, 26-27 de juny de 1934
- Arte moderna in Sicilia, Il Tevere, Roma, 20 de juliol de 1934
- Il gruppo dei Quattro Siciliani, Sicília, Palerm, 34, 1962
- Presentazione, Catàleg de l'exposició a la Galleria La Robinia, Palerm, 6-29 de març de 1980
- Una testimonianza autobiografica, in Lia Pasqualino Noto a Palermo dagli anni '30 ad oggi, catàleg d'exposició, Milà, 1984
- L'amico dei nostri giovani anni, a Guttuso. Le immagini, la vita, le opere. Roma, 1987